# 7人制ラグビー女子中国代表
7人制ラグビー女子中国代表（英語: China women's national rugby sevens team）は、国際大会に派遣される7人制ラグビーの女子中国代表チームである。
ワールドラグビーセブンズシリーズ、ラグビーワールドカップセブンズなどに出場している。

## 歴史
2014年、ワールドラグビーセブンズシリーズに初昇格。
その後同年、第17回アジア競技大会決勝で日本代表を破り始めて金メダル獲得。2023年、第19回アジア競技大会でも金メダル獲得。
そして2024年、パリ五輪最終予選決勝で7人制女子ケニア代表を破ってパリ五輪出場権獲得。

## 成績

### 夏季オリンピック
| 年   | ラウンド     | 順位     | 試       | 勝       | 負       | 分       |
| ---- | ------------ | -------- | -------- | -------- | -------- | -------- |
| 2016 | 出場なし     | 出場なし | 出場なし | 出場なし | 出場なし | 出場なし |
| 2020 | 準々決勝敗退 | 7        | 6        | 3        | 3        | 0        |
| 2024 | 準々決勝敗退 | 6        | 6        | 2        | 4        | 0        |
| 計   | 優勝 0 回    | 2/3      | 12       | 5        | 7        | 0        |

### ラグビーワールドカップセブンズ
| 年   | ラウンド                       | 順位 | 試 | 勝 | 負 | 分 |
| ---- | ------------------------------ | ---- | -- | -- | -- | -- |
| 2009 | ボウル優勝                     | 9    | 6  | 4  | 2  | 0  |
| 2013 | ボウル準決勝敗退               | 11   | 5  | 1  | 4  | 0  |
| 2018 | チャレンジトロフィー準決勝敗退 | 12   | 4  | 1  | 3  | 0  |
| 2022 | 13位決定戦勝利                 | 13   | 4  | 2  | 2  | 0  |
| 計   | 優勝 0回                       | 4/4  | 19 | 8  | 11 | 0  |

### ワールドセブンズシリーズ
- ※コアチームとして在籍したシーズンのみ
- 2014-2015シーズン - 11位(降格)
- 2018-2019シーズン - 11位(降格)
- 2024-2025シーズン - 昇格

## 直近大会の代表スコッド
パリ2024五輪スコッド
1. 谷瑶瑶
2. 孫悦
3. 陳可怡
4. 劉瀟倩
5. 王婉鈺
6. 蘇琪
7. 胡宇
8. 閆美玲 (C)
9. 阮洪婷
10. 楊飛飛
11. 周燕
12. 竇欣蓉
13. 王笑
14. 馬暁丹

(C)はキャプテン